# Окасти смеђаш
Окасти смеђаш (Aphantopus hyperantus) је дневни лептир из породице шаренаца (Nymphalidae).

## Опис
И предње и задње крило су униформно смеђи, боја може бити мало светлија или сасвим тамна. На њој су упадљива, жуто уоквирена окца по којима се лако препознаје. Распон крила је 36–44 mm.

## Распрострањење
Настањује готово цео Палеарктик. У Европи је присутан свуда осим Португала и појединих острва.  У Србији живи свуда, али је нешто чешћи у брдима и планинама .

## Биологија
Обично се среће поред потока, путева, шума. Одрасли лептири се често хране на бурјану. Једина генерација лети од јуна до августа. Гусеница се храни многим травама.

### Галерија
- Свеж примерак са једним окцем
- Свеж, са једним окцем
- Стар примерак са два окца
- Избледели примерак са три окца
- гусеница
- два лептира
- доња страна крила